# Campeonato Mundial de Ciclismo en Ruta Junior de 2024
El Campeonato Mundial de Ciclismo en Ruta Junior de 2024 se realizó en Zúrich (Suiza) entre el 23 y el 26 de septiembre de 2024, bajo la organización de la Unión Ciclista Internacional (UCI) y la Unión Ciclista de Suiza.
El campeonato constó de carreras en las especialidades de contrarreloj y de ruta. En total se otorgaron cuatro títulos de campeón mundial junior.

## Programa
| Día                     | Evento                 | Trayecto      | Distancia (km) | Ganador                     |
| ----------------------- | ---------------------- | ------------- | -------------- | --------------------------- |
| Contrarreloj individual |                        |               |                |                             |
| 23 de septiembre        | Contrarreloj masculina | Zúrich-Zúrich | 24,9           | Paul Seixas ( Francia)      |
| 24 de septiembre        | Contrarreloj femenina  | Zúrich-Zúrich | 18,8           | Cat Ferguson ( Reino Unido) |
| Ruta individual         |                        |               |                |                             |
| 26 de septiembre        | Ruta femenina          | Uster-Zúrich  | 73,5           | Cat Ferguson ( Reino Unido) |
| 26 de septiembre        | Ruta masculina         | Uster-Zúrich  | 127,2          | Lorenzo Finn · ( Italia)    |

## Resultados

### Masculino
- Contrarreloj

| Puesto | Ciclista              | País    | Tiempo   |
| ------ | --------------------- | ------- | -------- |
| Oro    | Paul Seixas           | Francia | 28:08,43 |
| Plata  | Jasper Schoofs        | Bélgica | 28:14,74 |
| Bronce | Matisse Van Kerckhove | Bélgica | 28:15,56 |

- Ruta

| Puesto | Ciclista           | País         | Tiempo  |
| ------ | ------------------ | ------------ | ------- |
| Oro    | Lorenzo Finn       | Italia       | 2:57:05 |
| Plata  | Sebastian Grindley | Reino Unido  | 2:59:10 |
| Bronce | Senna Remijn       | Países Bajos | 3:00:11 |

### Femenino
- Contrarreloj

| Puesto | Ciclista            | País        | Tiempo   |
| ------ | ------------------- | ----------- | -------- |
| Oro    | Cat Ferguson        | Reino Unido | 23:49,72 |
| Plata  | Viktória Chladoňová | Eslovaquia  | 24:24,02 |
| Bronce | Imogen Wolff        | Reino Unido | 24:26,32 |

- Ruta

| Puesto | Ciclista            | País        | Tiempo  |
| ------ | ------------------- | ----------- | ------- |
| Oro    | Cat Ferguson        | Reino Unido | 1:54:48 |
| Plata  | Paula Ostiz         | España      | 1:54:48 |
| Bronce | Viktória Chladoňová | Eslovaquia  | 1:54:48 |